# Crkva u Kaurskom Polju u Foči
Crkva u Kaurskom Polju je bila rimokatolička crkva u Foči. 
Bila je na desnoj obali Čehotine. Postojala je u srednjem vijeku još prije provale Turaka. Bila je manje poznata od Gospine crkve iz 12. stoljeća. Opstala je i kratko po osmanskom zaposjednuću ovih krajeva. Spominje se u popisu fočanskoga hasa iz 1470. godine. O crkvi u Kaurskom Polju postojala je pučka predaja. Toponim "kaurski" napućivao je da je tu bilo nemuslimansko zemljište. Pučka predaja dobila je poslije potvrdu. Kad su 1886. iskopavani temelji za austrougarsku vojarnu i kapelicu, otkriveni su njeni ostatci. Tad su nađene monolitne škrinje ("ciste") od kojih se danas jedna čuva u Zemaljskom muzeju u Sarajevu, a druga je u Foči pred zgradom Muzeja Stare Hercegovine. Crkva je rimokatolička, jer slične kamene škrinje otkrivene su još i na starom katoličkom groblju u Gučoj Gori kod Travnika. U Foči su nađeni stećci različitih dimenezija prilikom izgradnje športske dvorane uz lokaciju bivše, danas porušene vojarne. Na stećcima su tri ukrašena ornamentima križa, mača i vinove loze. Na stećcima, obeliscima i nadgrobnim spomenicima fočanske okolice tekstovi su pisani ikavskim govorom hrvatskog jezika, poput »bilig kneza Tvrdisava Brsnića, počtena viteza«
Za koju također zna narodna predaja, ali nema ni jedan građevini ostatak niti se zna točno gdje je bila. Iz dokumenta iz 1470. vidi se da je ta crkva imala tada svoje "kaluđere", kojim se daje zemlja oko crkve, što znači da je tada bila još aktivna. Uporaba riječi "kaluđer" i "mitropolit" može navoditi na zaključak da se radi o pravoslavnoj crkvi koja je vjerojatno pripadala mileševskoj mitropoliji. Milenko S. Filipović je 1924. u članku priopćio da se po pamćenju mještana još pamti kad su tamo, na Kaursko Polje nošeni i pokopavani mrtvaci.

## Vanjske poveznice
- Župa Uznesenja BDM, Nevesinje Stara austrijska vojarna, podignuta na mjestu crkve
- Župa Uznesenja BDM, Nevesinje Stara južna vojarna, podignuta na mjestu crkve
- Župa Uznesenja BDM, Nevesinje Foča: Kameni sarkofag iz srednjovjekovne crkve na desnoj obali rijeke Čehotine, 11. srpnja 2012.